# 藍腦計畫
藍腦計畫（英語：Blue Brain Project）嘗試利用分子層級的哺乳類腦部逆向工程建立一個電腦模擬腦。該計畫於2005年5月由瑞士洛桑聯邦理工學院腦與心理研究所（EPFL）在瑞士成立，其任務是利用生物學數據重建和哺乳動物大腦模擬（腦模擬）來識別大腦結構和功能在健康和疾病的基本原則。
該計畫由創始人亨利·马克拉姆領導，他也是歐洲人腦計畫的負責人，由Felix Schürmann和Sean Hill共同執導。本計畫使用藍色基因超級電腦運行Michael Hines的Neuron(軟體)，電腦模擬並不僅是包括人工神經網路模型，也包括生物過程的真實神經元模型，和一個經驗重建模型连接组（connectome）。這個計畫希望最終能夠揭开意識的本質。
目前已經有一些相關的子計畫領域，包括卡哈爾藍腦（Cajal Blue Brain (Spain)），它是由马德里理工大学的马德里高速運算和可視化中心（CeSViMa）所主控，其它子系畫則由英國、美國和以色列的大學以及獨立實驗室所執行。

## 目標
該計畫的最初目標於2006年12月完成，模擬了老鼠的新皮層柱，一些研究人員認為這是新皮層最小的功能單位，這被認為是負責意識思維等高級功能。在人類中，每個柱體長約2毫米(0.079英吋) ，直徑0.5毫米(0.020英吋) ，包含約60,000個神經元。 大鼠新皮層柱在結構上非常相似，但只包含10000個神經元和108個突觸。 在1995年到2005年間，馬克拉姆對這個柱描繪了神經元類型以及它們之間的連接。

## 進度
2007年11月，該計畫報告了第一階段的結束，發表了一個用於創建、驗證和研究新皮層柱的數據驅動過程。
到2005年，第一個細胞模型完成。到2008年，建成了第一個由10000個細胞組成的人工細胞新皮層柱。截至2011年7月，已建成100個新皮層柱組成的細胞中央環路（mesocircuit），包含100萬個細胞。 在2014年計劃了一個細胞的老鼠大腦模型，包含100個中央環路，共計1億個細胞。據預測，建成人類大腦將在2023年成為可能，其細胞數量相當於1000個老鼠大腦，細胞總數將達到1000億個。
2005年，該計畫將其初步成果發表在科學文獻上，旨在一個分子水平上建立模擬，從而研究基因表現的影響。它還旨在簡化柱的模擬，允許平行模擬大量連接的柱，最終模擬完整的新皮層，而人類的新皮層由大約100萬個皮層柱組成。
2015年，瑞士洛桑聯邦理工學院（Ecole Polytechnique Federale de Lausanne, EPFL）的科學家們建立了一個定量模型，揭示了先前未知的膠質細胞、星形膠質細胞和神經元之間的關係。該模型透過神經膠質血管單元（NGV）的功能來描述大腦的能量管理。另外將一層神經膠質細胞加入藍腦計畫模型中，以改善系統的功能。
2017年，“藍腦計劃”發現，神經元簇之間存在多達11個面向的聯繫。該計畫負責人表示，在一定程度上，我們很難理解大腦，部分是因為通常用於研究網路的數學方法無法探測到那麼多面向。藍腦計畫能夠利用代數拓撲對這些網路進行建模。
據《科學日報》報導，2018年，“藍腦計劃”發布了首個數位3D腦細胞圖譜，這就像是「從手繪地圖到谷歌地球」，提供了大腦737個區域的主要細胞類型、數量和位置資訊。
2019年，參與「藍腦」計畫的計算神經科學家伊丹·塞格夫（Idan Segev）發表了一場題為《計算機中的大腦:我從模擬大腦中學到了什麼》（Brain In the computer: what I did I learn from the Brain）的演講，他提到完整的老鼠大腦皮層的研究已經完成，即將開始進行虛擬腦電圖的實驗。他還提到，這個模型對他們當時正在使用的超級電腦來說，實在過於沉重，因此他們正在探索將每個神經元都表示為一個神經網路的方法。
2022年，藍腦計畫的科學家們利用代數拓撲開發了「拓撲神經元合成」演算法，僅使用少量範例便可產生大量獨特的細胞，合成出數百萬個獨特的神經元形態，這使他們能夠複製大腦的健康狀態和不健全狀態。在一篇論文中，Kenari等人能夠使用這個演算法以數位方式合成老鼠大腦中的樹突形態，他們僅使用了少量參考細胞就對整個大腦區域進行了測繪。由於該演算法開源，這將有助於建立大腦疾病的模型，而且最終可能會產生數位化的孿生大腦。

## 相關題目
- 人工智慧
- 人工神經網路
- 認知科學
- 神經資訊學
- 腦科學計畫
- 谷歌大脑
- 人腦計畫(HBT)
- 人類連接組計畫(HCT)

## 參照
1. 1 2  Graham-Rowe, Duncan. "Mission to build a simulated brain begins" （页面存档备份，存于）, NewScientist, June 2005.
2. ↑  Palmer, Jason. Simulated brain closer to thought （页面存档备份，存于）, BBC News.
3. 1 2  Segev, Idan. . The Hebrew University of Jerusalem.   [31 May 2013]. （原始内容存档于2016-07-02）.
4. ↑  . Blue Brain.   [2008-08-11]. （原始内容存档于2023-02-10）.
5. ↑  Horton, JC; Adams, DL. . Philos. Trans. R. Soc. Lond. B Biol. Sci. April 2005, 360 (1456): 837–62. PMC 1569491 . PMID 15937015. doi:10.1098/rstb.2005.1623.
6. ↑  Author: Rakic, P.  | Journal: National Academy of Sciences |105[34] | pp: 12099-12100 |  web: http://www.pnas.org/content/105/34/12099.full （页面存档备份，存于）
7. ↑  . Blue Brain.   [2008-08-11]. （原始内容存档于2008-09-19）.
8. ↑  .   [2011-08-29]. （原始内容存档于2021-01-26）.
9. ↑  .   [2011-08-29]. （原始内容存档于2013-08-01）.
10. ↑  Multi-timescale Modeling of Activity-Dependent Metabolic Coupling in the Neuron-Glia-Vasculature Ensemble. PLOS Computational Biology, 2015. http://journals.plos.org/ploscompbiol/article?id=10.1371/journal.pcbi.1004036 （页面存档备份，存于）
11. ↑  "Blue Brain Team Discovers a Multi-Dimensional Universe in Brain Networks" （页面存档备份，存于）. Frontiers Science News, June 12, 2017.
12. ↑  . ScienceDaily. November 28, 2018  [18 April 2019]. （原始内容存档于2020-11-08）.
13. ↑  . YouTube.   [2023-03-10]. （原始内容存档于2023-03-10）.
14. ↑  Blue Brain builds neurons with mathematics （页面存档备份，存于） Kate Mullins, EPFL news. June 4th, 2022

## 外部連結
- Blue Brain Project （页面存档备份，存于）
- Blue Brain: Year One documentary （页面存档备份，存于）